# Миљковац (Ниш)
Миљковац је насељено место у градској општини Црвени Крст на подручју града Ниша у Нишавском округу. Налази се на јужном рубу Алексиначке котлине, у подручју ушћа Лабуковске у Топоничку реку, на око 15 км северно од центра Ниша. Према попису из 2022. било је 135 становника (према попису из 1991. било је 301 становника).

## Историја
Оскудност праисторијских и античких података даје привид ненасељености сеоског простора, али познато је да је један попречни римски пут пролазио долином Топоничке реке према Голаку. Географска целина око Топоничке реке градила је у средњем веку жупу Тополницу с градом Железником, који је бранио њену сигурност. Остаци Железника, чије су се рушевине доста добро оцртавале још крајем 19. века, се у облику развалине Куле (односно њеног остатка) и данас виде на стени у меандру Топоничке реке 1 км узводно од данашњег сеоског насеља. До почетка 20. века су се на левој страни Топоничке реке уочавале развалине и средњовековног утврђења Градишта. Оба ова фортификацијска објекта бранила су у средњовековној Тополници пролаз из Мораве у Сврљиг. Село које се на месту данашњег Миљковца налазило (и чији континуитет данашњи Миљковац одржава) вероватно је егзистирало као црквено властелинство манастира Светог Николе и Свете Госпође, јер су ови до у недавној прошлости држали делове својих средњовековних поседа.
На давну прошлост Миљковца указује и турски попис 1498. године који га је под данашњим именом евидентирао као спахилук (зеамет) Али-бега из Ниша с 30 кућа, 6 самачких, 9 удовичких кућа, 3 рајинске воденице (које раде целе године) и с дажбинама у износу 4.989 акчи. У селу се налази мезра (селиште) Подград која је „сејалиште поменутог села“. Има такође манастир Светог Николе, који је хас, с два калуђера, две воденице (које раде целе године) и с дажбином која износи 328 акчи.
Миљковац помињу и аустријске уходе 1783/84. године с око 70 кућа. Озлојеђена спахијском експлоатацијом, нарочито терором нишког мутасерифа Салих-паше, нишка села Каменица, Церје, Кравље, Миљковац, Веле Поље и Палиграце су се 1835. године с осталим селима (16 села) побунила („прва Милојева размирица“). Поражени у одлучујућем сукобу код Миљковца, Турци су прихватили одређене уступке, које касније нису поштовали. То је довело до друге „размирице“ (устанка) 1841 . године у којој је поред других села спаљен и Миљковац. За овај период, тачније за 1843. годину, везан је и почетак рада најстарије основне школе манастирског типа у овом крају. Године 1881. Министарство просвете Србије обнародовало је указ о редовном раду ове школе, која је пре тога, а и у то време, била центар окупљања за ђаке из десетину околних села. Крајем 19. века (1895) Миљковац је мање село с 46 махом задружних домаћинстава и 328 становника, а године 1930. у њему су живела 74 домаћинства и 533 становника.
Миљковац је у 1941. години био стециште партизана Озренског одреда. У једној непријатељској акцији овде је исте године заробљена Јелена Поповић - Лела, а затим стрељана (1942).
Захваљујући свом брдско-планинском смештају и упућености претежно на планинску шумско-сточарску привреду, Миљковац је, у односу на Веле Поље, Палиграце и Кравље, у турском као и у посттурском периоду био сиромашније село. То је разлог што се становништво села одавало и печалбарењу, а у периоду између два светска рата и послужитељству, пандурлуку, школовању и разним занимањима у граду.
После Другог светског рата, и то већ од 1960. године, ојачале су тенденције напуштања пољопривреде с исељавањем или оријентацијом на мешовиту привреду, уз истовремено застаревање села (старачка домаћинства). Основни пољопривредни карактер села, међутим, сачуван је и даље. Према пописним подацима у Миљковцу су 1971. године живела 54 пољопривредна, 49 мешовитих и 14 непољопривредних домаћинства.

## Саобраћај
До насеља се може доћи приградским линијама 32 ПАС Ниш - Чамурлија - Горња Топоница - Берчинац - Паљина - Миљковац - Вело Поље - Кравље и линијом 32Л ПАС Ниш - Чамурлија - Горња Топоница - Берчинац - Паљина - Миљковац - Вело Поље - Палиграце.

## Демографија
У насељу Миљковац живи 164 пунолетних становника, а просечна старост становништва износи 57,3 година (54,8 код мушкараца и 60,0 код жена). У насељу има 68 домаћинство, а просечан број чланова по домаћинству је 1,99.
Ово насеље је великим делом насељено Србима (према попису из 2002. године), а у последња три пописа, примећен је пад у броју становника.
|  |

| Демографија | Демографија | Демографија |
| Година      | Становника  | Становника  |
| ----------- | ----------- | ----------- |
| 1948.       | 639         |             |
| 1953.       | 648         |             |
| 1961.       | 565         |             |
| 1971.       | 400         |             |
| 1981.       | 353         |             |
| 1991.       | 301         | 301         |
| 2002.       | 253         | 262         |
| 2011.       | 182         |             |
| 2022.       | 135         |             |

| Етнички састав према попису из 2002.‍ | Етнички састав према попису из 2002.‍ | Етнички састав према попису из 2002.‍ | Етнички састав према попису из 2002.‍ | Етнички састав према попису из 2002.‍ |
| ------------------------------------ | ------------------------------------ | ------------------------------------ | ------------------------------------ | ------------------------------------ |
|                                      |                                      |                                      |                                      |                                      |
| Срби                                 | Срби                                 |                                      | 252                                  | 99,60%                               |
| непознато                            | непознато                            |                                      | 1                                    | 0,39%                                |

| Година пописа     | 1948. | 1953. | 1961. | 1971. | 1981. | 1991. | 2002. |
| ----------------- | ----- | ----- | ----- | ----- | ----- | ----- | ----- |
| Број домаћинстава | 112   | 126   | 121   | 117   | 110   | 105   | 101   |

| Број чланова      | 1  | 2  | 3  | 4  | 5 | 6 | 7 | 8 | 9 | 10 и више | Просек |
| ----------------- | -- | -- | -- | -- | - | - | - | - | - | --------- | ------ |
| Број домаћинстава | 27 | 36 | 13 | 16 | 5 | 3 | 0 | 1 | 0 | 0         | 2,50   |

| Пол    | Укупно | Неожењен/Неудата | Ожењен/Удата | Удовац/Удовица | Разведен/Разведена | Непознато |
| ------ | ------ | ---------------- | ------------ | -------------- | ------------------ | --------- |
| Мушки  | 110    | 19               | 74           | 11             | 4                  | 2         |
| Женски | 113    | 14               | 67           | 29             | 3                  | 0         |
| УКУПНО | 223    | 33               | 141          | 40             | 7                  | 2         |

| Пол    | Укупно                    | Пољопривреда, лов и шумарство | Рибарство                            | Вађење руде и камена | Прерађивачка индустрија       |
| ------ | ------------------------- | ----------------------------- | ------------------------------------ | -------------------- | ----------------------------- |
| Мушки  | 69                        | 19                            | 0                                    | 1                    | 15                            |
| Женски | 36                        | 13                            | 0                                    | 0                    | 7                             |
| УКУПНО | 105                       | 32                            | 0                                    | 1                    | 22                            |
| Пол    | Производња и снабдевање   | Грађевинарство                | Трговина                             | Хотели и ресторани   | Саобраћај, складиштење и везе |
| Мушки  | 2                         | 10                            | 3                                    | 3                    | 1                             |
| Женски | 0                         | 1                             | 3                                    | 0                    | 0                             |
| УКУПНО | 2                         | 11                            | 6                                    | 3                    | 1                             |
| Пол    | Финансијско посредовање   | Некретнине                    | Државна управа и одбрана             | Образовање           | Здравствени и социјални рад   |
| Мушки  | 0                         | 1                             | 0                                    | 3                    | 4                             |
| Женски | 0                         | 0                             | 0                                    | 0                    | 10                            |
| УКУПНО | 0                         | 1                             | 0                                    | 3                    | 14                            |
| Пол    | Остале услужне активности | Приватна домаћинства          | Екстериторијалне организације и тела | Непознато            | Непознато                     |
| Мушки  | 4                         | 1                             | 0                                    | 2                    | 2                             |
| Женски | 0                         | 0                             | 0                                    | 2                    | 2                             |
| УКУПНО | 4                         | 1                             | 0                                    | 4                    | 4                             |